# 井上純一 (俳優)
井上 純一（いのうえ じゅんいち、1958年〈昭和33年〉8月14日 - ）は、日本の俳優、声優。また、かつてジャニーズ事務所に所属し、男性アイドルグループ・ジュニア・スペシャルの元メンバー。
東京都世田谷区松原出身。NLT
所属。早稲田大学高等学院卒業。早稲田大学第一文学部中退。アイドル時代の愛称は「ジュン」。元妻は女優・声優の戸田恵子。

## ジャニーズ時代の参加ユニット
- JOHNNYS' ジュニア・スペシャル

## 略歴
- 1958年に一流出版社で管理職を務める父のもとに生まれ、早稲田大学高等学院1年生在学中の1974年にジャニーズ事務所へ入所し、ジャニーズJr.になる。一時期は「JOHNNYS' ジュニア・スペシャル」のメンバーにも選ばれたが、すぐに脱退した。1975年にコロムビアレコードから『恋人ならば』でソロレコードデビューしたが、高校の校則が厳しかったため、デビューは夏休み中の同年8月1日となった。当時のキャッチフレーズは「ポストひろみ」、「クリーン・エイジの白い恋人」。同年にはニッポン放送主催の『銀座音楽祭』にも出場したほか、レコードデビューと同時に草刈正雄との共演映画『俺たちの恋人』の撮影もクランクイン（後にお蔵入り）。さらには、映画『はつ恋』にて主演も果たすなど、ふんわりした独特のパーマヘアと爽やかなキャラクターで人気を博した。その後も、テレビドラマ『ゆうひが丘の総理大臣』や『池中玄太80キロ』などに出演し、歌手活動よりは俳優活動の方が目立っていた。
- アイドル歌手としての華々しい活動は少なかったが、数々の人気ドラマへのレギュラー出演もあり、若手俳優としての認知度および知名度は高かった。川崎麻世と共に、1970年代後期からたのきんトリオ出現前のジャニーズ事務所低迷期を支え、たびたび雑誌グラビアを飾り、プロマイドの売れ行きも好調だった。
- テレビドラマで長らく恋人役を演じてきた藤谷美和子との交際もあったが、後に舞台『踊れ艦隊のレディたち』で共演した女優・声優の戸田恵子と1990年に結婚。戸田とは都内に画廊をオープンしたりもしたが、2006年12月に離婚[5]。離婚についてはほとんど公表されておらず、2007年7月頃の週刊誌にて初めて発覚した。なお、戸田とは離婚後も仲が良いとの噂があったが、離婚後は井上の親の葬儀以外では会っていないという。

## 事件・事故
- 2024年7月に都内で酒気帯び運転をして自転車と接触し転倒させケガをさせ、また反対車線の車に損傷を与える事故を起こし、警視庁が任意で事情聴取を行った。10月に所属事務所のホームページにて謝罪と経緯を説明した[6]。

## 人物
- 血液型：B型[2]
- 身長：176 cm[2][4]、体重：64 kg[4]
- 趣味はゴルフ、テニス、スキー、ギター。
- 特技はタップダンス。
- 取得資格は、普通自動車第一種免許、普通二輪免許。

## 出演

### テレビドラマ

#### 連続ドラマ
- 雲のじゅうたん（1976年、NHK） - 稲葉誠 役
- 俺たちの朝（1976年 - 1977年、NTV） - 中村考一 役
- 太陽にほえろ!（NTV・東宝）
  - 第227話「CQ・CQ・非常通信!」（1976年） - 高山修 役
  - 太陽にほえろ! PART2 第12話（最終話）「さらば! 七曲署」（1987年） - 青木清文 役
- 菜の花の女（1977年、CX系）
- 晴れのち晴れ（1977年10月 - 1978年3月、TBS）
- ひまわりの家（1978年、NTV）
- 青春ド真中!（1978年5月 - 1978年9月、NTV） - 有沢健太 役
- ゆうひが丘の総理大臣（1978年10月 - 1979年10月、NTV） - 柴田良次 役
- 欽ちゃん劇場・とり舵いっぱーい!（1979年4月 - 1980年3月、NTV）
- あさひが丘の大統領（1979年10月 - 1980年9月、NTV） - 水野蕃 役
- 池中玄太80キロ（1980年・1981年・1989年、1992年、NTV） - 杉野透 役
- 黄土の嵐（1980年、NTV） - 安公子 役
- 竹とんぼ（1980年10月 - 1981年5月、NTV）
- おんな太閤記（1981年 NHK大河ドラマ） - 豊臣秀頼 役
- 平岩弓枝ドラマシリーズ「女の座」（1981年5月 - 10月、CX）
- 土曜日曜月曜（1981年8月 - 9月、TBS）
- 先生は一年生 （1981年10月 - 1982年3月、NTV） - 三上先生 役
- 土曜ドラマ「噂になった女たち」（1982年10月16日、NHK）
- さよなら三角（1983年1月 - 3月、CX）
- さらば女ともだち（1983年2月 - 3月、テレビ朝日） - 宝田修一 役
- 木曜ファミリーワイド「マザコン刑事の事件簿」（1983年3月3日、CX）
- スチュワーデス物語（1983年10月 - 1984年3月、TBS・大映テレビ） - 松永一郎 役
- ひと夏の復讐（1983年8月 - 9月、TBS） - ゲスト出演
- 第一生命スペシャル「七人めのいとこ」（1984年1月16日、CX）
- 輝きたいの（1984年5月、TBS） - 向笠信広 役
- 月曜ドラマランド「いたずらデパートギャル 女は度胸」（1984年10月29日、CX）
- ママたちが戦争を始めた!（1985年2月 - 3月、NTV） - 久保祥一 役
- 遊びじゃないのよ、この恋は（1986年2月　- 6月、TBS） - 茂 役
- 土曜ワイド劇場「密会写真の女」（1986年9月27日、テレビ朝日）
- 太陽にほえろ！PART2 第12話「さらば！七曲署」（1987年2月20日、NTV）
- OLシリーズ（1987年5月 - 6月、テレビ朝日）
- 東芝日曜劇場「好きです・あたし」（1987年7月19日、TBS）
- 朝の連続ドラマ「花らんまん」（1988年4月 - 9月、NTV/よみうりテレビ） - 宇野憲吉 役
- 月影兵庫あばれ旅 第1シリーズ 第12話「道行き泪の置土産」（1989年、TX / 松竹） - 筧朝之進 役
- ザ・刑事 第6話（1990年5月、ANB） - 西沢武 役
- 名奉行 遠山の金さん（ANB）
  - 第1シリーズ 第17話「噂におびえる少女」（1988年） - 十文字堂京助 役
  - 第2シリーズ 第10話「誤審? 殺人犯の妹」（1989年） - 弥之助 役
  - 第5シリーズ 第7話「殺し屋を狙う謎の若君」（1993年） - 石川総之助 役
- 徳川無頼帳（1992年、TX） - ゲスト出演
- 新幹線物語'93夏 第7話「覗かれた女の部屋」（1993年、TBS）
- 鬼平犯科帳 第5シリーズ 第10話「浅草・鳥越橋」（1994年、CX / 松竹） - 風穴の仁助 役
- 江戸の用心棒 第1シリーズ 第26話「千両箱が消えていく」（1995年、NTV） - 宗太郎 役
- 水戸黄門 第23部 第26話「悪が群がる山鹿灯籠 -山鹿-」（1995年2月6日、TBS / C.A.L） - 孝助 役
- バベル〜The Tower of Babel〜（2002年、BSフジ） - 根本孝一 役
- サギ師リリ子 第2週（2009年、テレビ東京） - 薮田克己 役
- 警部補 矢部謙三2 最終話（2013年、EX） - 長池涼太 役
- 相棒 （EX）
  - season12 第6話「右京の腕時計」（2013年11月20日） - 藤井守 役
  - season17 第11話「密着特命係24時」（2019年1月16日） - 佐々木茂雄 役
- 松本清張ミステリー時代劇 第7話「逃亡」（2015年7月7日、BSジャパン） - 久三 役
- 科捜研の女 第15シリーズ 第12話（2016年2月18日、EX） - 榎本紀人 役

#### 単発ドラマ
- マザコン刑事の事件簿（1983年、CX）
- 月曜・女のサスペンス文豪シリーズ「残された手首」（1988年） - 倉島康次郎 役
- 坂本龍馬（1989年、TBS） - 高杉晋作 役
- 勝海舟（第2部・エピローグ）（NTV）
- 密会写真の女・狙われた留守宅の人妻（ANB）
- 仙台着14時46分東北新幹線の女（ANB）
- 幻の花（NHK）
- 火曜サスペンス劇場（NTV）
  - 女弁護士・高林鮎子4「信州飯田線殺意の天竜峡」（1988年8月30日） - 近田昭彦 役
- 池中玄太83キロ（1992年、NTV）
- おふくろ刑事 柏木桃子・越後路殺人捜査行（1995、ANB） - 竹田和樹 役
- 金田一耕助の傑作推理「幽霊座」（1997年、TBS・東阪企画） - 紫虹 役
- 土曜ワイド劇場
  - はみだし弁護士・巽志郎2（1997年、ABC） - 永島 役
  - 検事・朝日奈耀子5「仙台〜松島、殺意の旅」（2006年、EX）
  - 終着駅の牛尾刑事VS事件記者冴子「森村誠一の殺人の詩集」（2006年、EX） - 君津 役
  - 西村京太郎サスペンス 鉄道捜査官14（2014年、EX） - 本部長・三上和人 役
  - おかしな刑事 居眠り刑事とエリート女警視の父娘捜査13（2015年、EX） - 橋本俊 役
- 赤い霊柩車18「危険な落とし穴」（2003年、CX） - 秘書・山崎 役
- 浅見光彦シリーズ18（2004年） - 田替好美 役
- 神父・草場一平の推理II（2005年、ANB） - 郷田社長 役
- 刑事吉永誠一 涙の事件簿4「いちばん大切な死体」（2006年、TX）
- 水曜ミステリー9（BSジャパン）
  - 忘却の調べ〜オブリビオン〜（2007年） - 大沢弁護士 役
  - 　密会の宿「北鎌倉・年の差不倫殺人事件」(6)（2007年） - 赤木裕也 役
  - 　芸者小春姐さん奮闘記(5)（2008年） - 廣川輝之 役
- 月曜ゴールデン（TBS）
  - 駅弁刑事・神保徳之助6（2012年） - 畑野恒彦 役
  - 狩矢警部シリーズ13「京都人形浄瑠璃殺人事件」（2014年） - 平野徳治 役
- 月曜名作劇場（TBS）
  - 税務調査官・窓際太郎の事件簿31（2016年） - 松下正三 役
- 特命おばさん検事! 花村絢乃の事件ファイル（2012年、TX） - 加賀哲夫 役
- 浅見光彦シリーズ50（2014年、CX） - 村田満 役

### 歌番組
- シャボン玉プレゼント（ABCテレビ、『恋人ならば』を披露）
- ベスト30歌謡曲（NET、『恋人ならば』を披露）
- チビらサンデー（NET、『みちづれ』を披露）

### 映画
- 俺たちの恋人（1975年）実際にクランクインしたものの、お蔵入りで未公開。
- はつ恋（1975年11月1日、東宝） - 主演・由木原一彦 役[7]
- 月光仮面（1981年3月14日、日本ヘラルド） - 松田正人 役[8]
- 飛鳥へ、そしてまだ見ぬ子へ（1982年1月16日、東宝） - 一実 役[9]
- 海嶺（1983年12月3日、松竹） - 久吉 役[10]
- 化粧（1984年5月12日、松竹） - 小泉志郎 役[11]
- 櫂（1985年1月15日、東映） - 竜太郎 役[12]
- 吉原炎上（1987年6月13日、東映） - 宮田 役[13]
- 竹取物語（1987年9月26日、東宝） - 小野の房守 役[14]
- ギララの逆襲/洞爺湖サミット危機一発（2008年7月26日、トルネード・フィルム） - 河西編集長 役[15]
- 五日市物語（2011年11月12日、トリプルアップ） - 黒田優市 役[16]

### Vシネマ
- 新・麻雀放浪記3 死闘編（2000年）[17]

### テレビアニメ
- 海底大戦争 愛の20000マイル（1981年） - リッキー 役
- るろうに剣心 -明治剣客浪漫譚-（1997年） - 天草翔伍 役
- ビーストウォーズネオ 超生命体トランスフォーマー（1999年） - ビッグコンボイ 役[18]

### 劇場アニメ
- 地球へ…（1980年4月26日、東映） - 主演・ジョミー・マーキス・シン 役[19][20]

### 吹き替え
- 9か月（1995年） - サミュエル・フォークナー 役
- ノッティングヒルの恋人（2000年、VHS・DVD版） - ウィリアム・タッカー 役

### 広告・CM
- Technicsステレオカセットデッキ「softun13」（1980年）
- 集英社 りぼん（1982年。アニメ・「ときめきトゥナイト」の枠内で放送）
- サンヨー食品　サッポロ一番 しょうゆ味 （1982年）

### 舞台
- 踊れ艦隊のレディたち（1987年）
- ミュージカル坂本龍馬（主演・西城秀樹。1991年、日本青年館・東京芸術劇場） - 中岡慎太郎 役
- ペン（NLT、2010年9月、俳優座劇場）
- 喜劇 花はらんまん（NLT、2013年8月、三越劇場）
- しあわせの雨傘（NLTプロデュース、2016年、博品館劇場）

### ステージ
- 第53回ウエスタン・カーニバル〜ばらとみかんとバイオリンと（1975年3月28日 - 3月31日、日本劇場）
- 第54回ウエスタン・カーニバル〜ジャニーズ・ファミリー・フェスティバル（1975年8月27日、日本劇場）

### ラジオ番組
- 井上純一のKnight in the Night（文化放送）
- サンデーミュージックパートナー 井上純一です（文化放送）

### その他
- ビーストウォーズ情報テレフォン（ビッグコンボイの声）

## ディスコグラフィ

### シングル
| 発売日           | 面             | タイトル                                       | 規格品番       |
| 日本コロムビア   | 日本コロムビア | 日本コロムビア                                 | 日本コロムビア |
| ---------------- | -------------- | ---------------------------------------------- | -------------- |
| 1975年8月1日     | A              | 恋人ならば                                     | P-425          |
| 1975年8月1日     | B              | 夏のまぼろし                                   | P-425          |
| 1976年3月1日     | A              | ボク達の出会い                                 | P-447          |
| 1976年3月1日     | B              | けんかのあとで                                 | P-447          |
| 1976年7月1日     | A              | みちづれ                                       | PK-21          |
| 1976年7月1日     | B              | 裏通り                                         | PK-21          |
| 1979年4月1日     | A              | 心の風                                         | PK-146         |
| 1979年4月1日     | B              | パートナー                                     | PK-146         |
| 1979年10月1日    | A              | 見失いかけた愛〜クライング・イン・ザ・レイン〜 | PK-171         |
| 1979年10月1日    | B              | 夕映えの街で                                   | PK-171         |
| 1980年5月1日     | A              | 野あざみの君に                                 | AE-202         |
| 1980年5月1日     | B              | オン・ザ・ストリート                           | AE-202         |
| 1980年6月        | A              | アトランチス                                   | CK-564         |
| 1980年6月        | B              | 月灯りの中で                                   | CK-564         |
| 1980年8月1日     | A              | 脱走特急                                       | AK-693         |
| 1980年8月1日     | B              | マインド・スクリーン                           | AK-693         |
| 1981年8月1日     | A              | ブリキの星                                     | AH-96          |
| 1981年8月1日     | B              | 朝のピエロ                                     | AH-96          |
| 1983年           | A              | 地図のない旅                                   | AH-312         |
| 1983年           | B              | 夢みる頃はふたたび                             | AH-312         |
| Riv.Star Records |                |                                                |                |
| 1983年           | A              | 涙嫌い                                         | 7RC-0014       |
| 1983年           | B              | あなたに逢いたい                               | 7RC-0014       |
| 1984年           | A              | セルリアンブルー                               | 7RC-0021       |
| 1984年           | B              | ジェラシー                                     | 7RC-0021       |

### アルバム
| 発売日         | アルバム | 規格           | 規格品番       |
| 日本コロムビア | 日本コロムビア | 日本コロムビア | 日本コロムビア |
| -------------- | --- | -------------- | -------------- |
| 1979年12月25日 | TRY | LP             | PX-7099        |
| 1980年         | マインド・スクリーン A面 1. 脱走特急 2. 微笑アゲイン 3. サイド・バイ・サイド 4. マインド・スクリーン 5. 野あざみの君に B面 1. 色あせた夏 2. 地図のない旅 3. オン・ザ・ストリート 4. ホンキートンク・ブルー 5. ABAYO | LP             | AX-7267        |

### タイアップ
| 曲名               | タイアップ名                                           | 収録                       |
| ------------------ | ------------------------------------------------------ | -------------------------- |
| 野あざみの君に     | 日本テレビ系ドラマ『あさひが丘の大統領』挿入歌         | シングル「野あざみの君に」 |
| アトランチス       | 日本テレビ系ドラマ『海底大戦争 愛の20000マイル』挿入歌 | シングル「アトランチス」   |
| 月灯りの中で       | 日本テレビ系ドラマ『海底大戦争 愛の20000マイル』挿入歌 | シングル「アトランチス」   |
| 地図のない旅       | ミュージカル「ドリームガール DREAM GIRL」              | シングル「地図のない旅」   |
| 夢みる頃はふたたび | ミュージカル「ドリームガール DREAM GIRL」              | シングル「地図のない旅」   |

## 受賞歴
- エランドール新人賞（1978年）[3]